# Nåsjöflyn
Nåsjöflyn är en sjö i Strömsunds kommun i Jämtland och ingår i Ångermanälvens huvudavrinningsområde. Sjön har en area på 0,25 kvadratkilometer och ligger 468,3 meter över havet. Sjön avvattnas av vattendraget Nåsjöbäcken.

## Delavrinningsområde
Nåsjöflyn ingår i det delavrinningsområde (715973-146869) som SMHI kallar för Utloppet av Nåsjöflyn. Medelhöjden är 516 meter över havet och ytan är 2,28 kvadratkilometer. Räknas de 7 avrinningsområdena uppströms in blir den ackumulerade arean 30,23 kvadratkilometer. Nåsjöbäcken som avvattnar avrinningsområdet har biflödesordning 4, vilket innebär att vattnet flödar genom totalt 4 vattendrag innan det når havet efter 263 kilometer. Avrinningsområdet består mestadels av skog (89 procent). Avrinningsområdet har 0,25 kvadratkilometer vattenytor vilket ger det en sjöprocent på 11,1 procent.